# لورن کریستی
لورن کریستی (انگلیسی: Lauren Christy؛ یک موسیقی‌دان اهل بریتانیا است.